# Kolinesteras

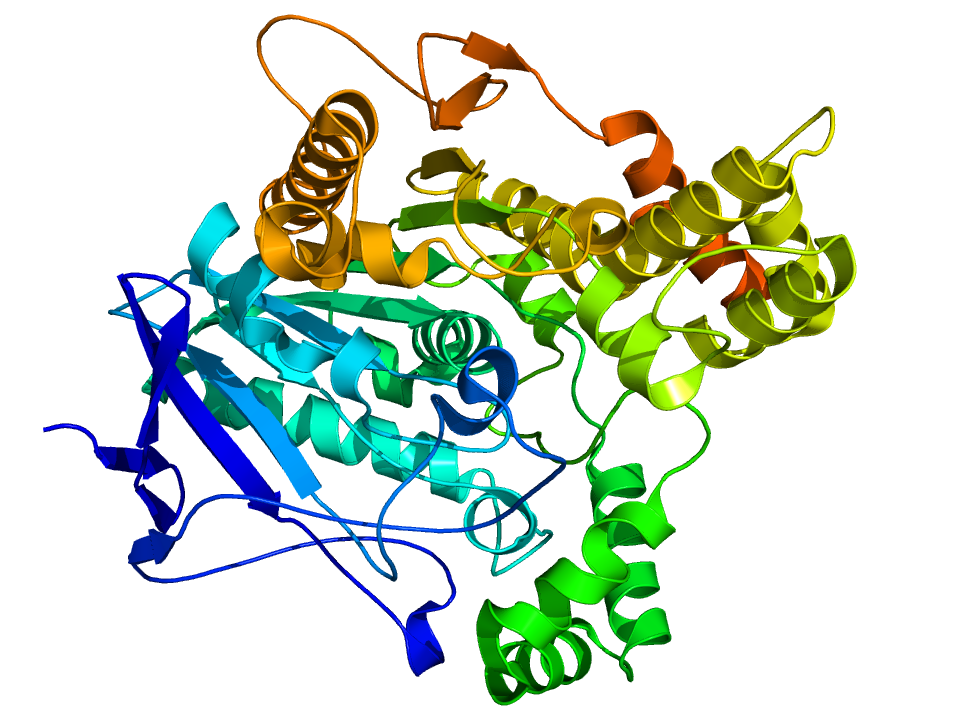
Diagram över acetylkolinesteras från Torpedo californica. Från PDB 1EA5

Kolinesteras är ett enzym som finns framför allt i plasma, lever och bukspottkörtel, och som bryter ned acetylkolin, en signalsubstans som överför nervimpulser. En del organiska fosforföreningar, som används som insektsmedel, hämmar detta enzym, vilket ger kramper. Sådana medel kan vara ytterst giftiga även för människor.
Resultatet av förgiftningen blir en endogen acetylkolinförgiftning med en blandning av muskarinlika symtom med stimulering av körtlar och glatt muskulatur och nikotinlika symtom med överstimulans av tvärstrimmig muskulatur. Det kan också finnas en genetiskt betingad låg kolinesterasaktivitet. 
Kolinesterasinhibitorer kan användas inom sjukvården för att öka nivån av acetylkolin hos patienter med brister i signalöverföring mellan nerv och muskel. Acetylkolinent hindras då från att brytas ned och kan återanvändas. 